# بلایباخ
بلایباخ (به آلمانی: Blaibach) یک شهر در آلمان است که در Cham واقع شده‌است.